# Eduard Winkelmann
Eduard Winkelmann, född 25 juni 1838 i Danzig, död 10 februari 1896 i Heidelberg, var en tysk historiker.
Winkelmann blev docent vid Dorpats universitet 1866 samt professor i historia 1869 i Bern och 1873 i Heidelberg. År 1883 blev han ordförande i Badens historiska kommission och utnämndes 1886 till juris hedersdoktor och geheimehovråd. 
Bland Winkelmanns större historiska verk kan nämnas det prisbelönta Geschichte Kaiser Friedrichs II. und seiner Reiche (två band, 1863–65), det förträffliga Bibliotheca Livoniæ historica (systematisk förteckning över källor och hjälpmedel till Estlands, Livlands och Kurlands historia, 1870; andra utökade upplagan 1878), Philipp von Schwaben und Otto IV. von Braunschweig (två band, 1872–78) och Kaiser Friedrich II (band I, 1889–97, omfattar tiden till 1233, fortsatt av Karl Hampe). Han utgav även bland annat "Acta imperii inedita seculi XIII et XIV" (två band, 1880–85) och "Urkundenbuch der Universität Heidelberg, band I Urkunden, band II Regesten" (1886).